# Departement Amstelland
Amstelland was van 1807 tot 1811 een departement van het koninkrijk Holland. Het gebied kwam ongeveer overeen met dat van de huidige Nederlandse provincie Noord-Holland. 
Na de oprichting van het koninkrijk Holland in 1806 werd bij wet van 13 april 1807 de departementale indeling van het rijk vastgesteld. Het voormalige departement Holland van het Bataafs Gemenebest werd in twee delen gesplitst: de departementen Amstelland en Maasland. De vaststelling van de grens geschiedde niet erg accuraat. De grens tussen de beide departementen was ongeveer die tussen de oude baljuwschappen van Kennemerland en Rijnland.
Landdrost van Amstelland was Jan van Styrum (8 mei 1807 – 28 december 1810).
Na de annexatie van het koninkrijk Holland op 9 juli 1810 werd het departement op 1 januari 1811 samengevoegd met het departement Utrecht tot een departement van het Eerste Franse Keizerrijk onder de naam Zuiderzee (Franse schrijfwijze: Zuyderzée).
Amstelland · Brabant · Drenthe · Gelderland · Groningen · Friesland · Maasland · Oost-Friesland · Overijssel · Utrecht · Zeeland